# Charles Triébert
Charles Triébert (París, 1810 - 1867) fou un músic i constructor d'instruments musicals francès. A més va ser un oboista notable, succeint al seu pare en la direcció de la fàbrica d'instruments de vent que aquell tenia al seu càrrec. Introduí en la construcció d'aquests, millores importants, i en els seus últims anys es dedicà especialment a l'ensenyança.